# Gogolice (powiat kamieński)
Gogolice (do 1945 niem. Gaulitz) – wieś w Polsce położona w województwie zachodniopomorskim, w powiecie kamieńskim, w gminie Wolin, nad cieśniną Dziwną, przy północnej części wzniesienia Wydrza Góra.
Według danych z 1 stycznia 2011 roku liczyła 100 mieszkańców. 
W latach 1975–1998 miejscowość należała administracyjnie do województwa szczecińskiego.